# Jožka Severin
Jožka Severin (1. června 1916 Tvrdonice – 12. března 1991) byl zpěvák a sběratel lidových písní. V dětství mu zemřel otec a on tak byl vychováván matkou a babičkou. Do roku 1940 pracoval jako pekařský dělník. Později vystřídal řadu dalších povolání. V roce 1949 byl odsouzen za napomáhání k útěkům přes hranice. Poprvé vystupoval v roce 1936 v Hodoníně. V roce 1948 zpíval na festivalu Pražské jaro. V roce 1952 spoluzaložil Brněnský rozhlasový orchestr lidových nástrojů. V roce 1986 se stal zasloužilým umělcem.